# Carlos García Quesada
Carlos García Quesada (* 18. April 1978 in La Zubia) ist ein ehemaliger spanischer Radrennfahrer.
García Quesada wurde 2001 beim spanischen Radsportteam Kelme Profi und blieb bis 2005 bei dieser Mannschaft, bevor er 2006 seine Karriere beim belgischen Team Unibet.com beendete. 2002 siegte er im Memorial Manuel Galera.
Quesada nahm viermal an der Vuelta a España teil. Seine besten Platzierungen war der fünfte Platz 2004 und der vierte Platz 2005. Im Jahr 2005 gewann er außerdem im Alleingang die bergige 17. Etappe.
Er gewann die Ruta del Sol 2006. Sein Erfolg beruhte auf einem erfolgreichen Fluchtversuch auf der ersten Etappe, als er sich zusammen mit seinem Bruder Adolfo García Quesada einer siebenköpfigen Ausreißergruppe anschloss, die im Ziel auf das Peloton einen Vorsprung von 31:19 Minuten herausfuhr und er hinter seinem Bruder Tageszweiter wurde.

## Erfolge
2005
- Prueba Villafranca de Ordizia
- eine Etappe Vuelta a España
- Gesamtwertung Vuelta a Castilla y León

2006
- Gesamtwertung Ruta del Sol

## Grand-Tour-Platzierungen
| Grand Tour            | 2001 | 2002 | 2003 | 2004 | 2005 | 2006 |
| --------------------- | ---- | ---- | ---- | ---- | ---- | ---- |
| Giro d’ItaliaGiro     | DNF  | –    | DNF  | –    | –    | –    |
| Tour de FranceTour    | –    | –    | –    | –    | –    | –    |
| Vuelta a EspañaVuelta | –    | 19   | 74   | 5    | 4    | –    |